# Le Crès
Le Crès [lə kʁɛs] (okzitanisch Lo Crèç) ist eine französische Gemeinde im Département Hérault in der Region Okzitanien. Ihre Einwohner werden „Cressois“ genannt.

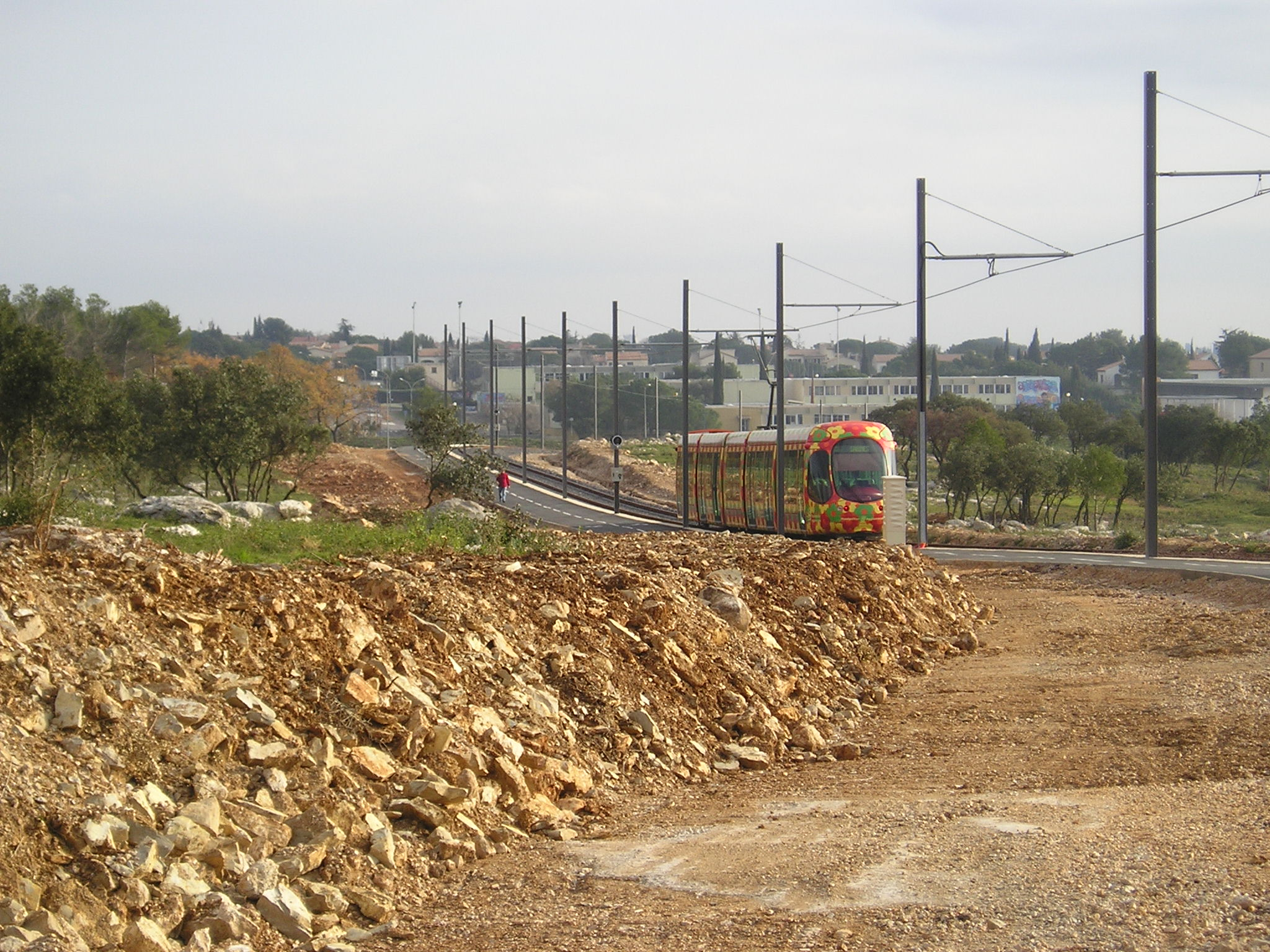
Zug der Linie 2 der Straßenbahn Montpellier bei Le Crès

## Geographie
Die Gemeinde liegt rund sechs Kilometer östlich von Montpellier, auf halbem Weg zwischen dem Mittelmeer und den Ausläufern der Cevennen. Die Umgebung besteht aus offenen, mediterranen Strauchheidenformationen. Das Gebiet wird von einem Fluss namens Salaison durchzogen, der seinen Namen dem nördlichen Teil der Stadt gab, auch liegt dort ein fünf Hektar großer See.

## Geschichte
Die ersten Spuren menschlichen Lebens im Ortsgebiet reichen zurück bis in die Jungsteinzeit (3800 v. u. Z.).
Aus Zorn über den Verlust von 80 Pferden wurde das Schloss von Le Crès durch Admiral Gaspard de Coligny (1519–1572) während der Religionskriege zerstört, und nur eine kleine Straße erinnert noch daran.
Während des Ancien Régime bildete Le Crès eine Pfarrgemeinde mit Castelnau-le-Lez zuerst als  Castelnau-lès-Montpellier, sodann unter Castelnau-Le Crès .
Im frühen neunzehnten Jahrhundert, von Castelnau zunehmend durch eine Garrigue getrennt, wuchs das Dorf und verfügte bald über einen eigenen Priester (1830), dem folgte unter anderem eine lokale Schule sowie ein Friedhof.
Die Bewohner forderten bereits 1846 und 1849 die Erhebung des Dorfes zu einer eigenständigen Gemeinde, aber dieser Wunsch ging erst am 30. September 1872 per Dekret des Präsidenten Adolphe Thiers in Erfüllung, wobei die Gesamtfläche der Gemeinde proportional zum Anteil der Bevölkerung des ursprünglichen Castelnau-Le Crès bemessen wurde.
Im Ort sind heute 1 Hotel (weitere 14 in weniger als 7 km Entfernung), Bistros, ein großer Veranstaltungssaal (Le grand Mélo), Schulen, darunter eine weiterführende, Sporthallen und drei Stadien darunter eine große Arena.

## Bevölkerungsentwicklung
| Jahr | Einwohner |
| ---- | --------- |
| 1975 | 4529      |
| 1982 | 6088      |
| 1990 | 6601      |
| 1999 | 6800      |
| 2006 | 6788      |
| 2017 | 9321      |

## Sehenswürdigkeiten und Feste
- Pfarrkirche Notre-Dame de Sablassou aus dem 11. Jahrhundert
- Via Domitia, die den Ort von Ost nach West durchquert; an sie wird mit zwei Meilensteinen erinnert: der des Tiberius in der Südfassade der Kirche und der des Augustus im Zentrum des Kreisverkehrs „Caius Domitius“ an der Avenue du Mistral
- Freizeitsee mit Golfanlage auf dem Gebiet eines ehemaligen Steinbruchs (seit 1995)

Das lokale Stier-Festival beginnt jedes Jahr am ersten Freitag nach dem 15. August. Es findet vor allem in den drei Arenen, auf dem Marktplatz und den Straßen nahe dem Rathaus statt. Bei den Torridas werden die Tiere nicht getötet.

## Verkehr

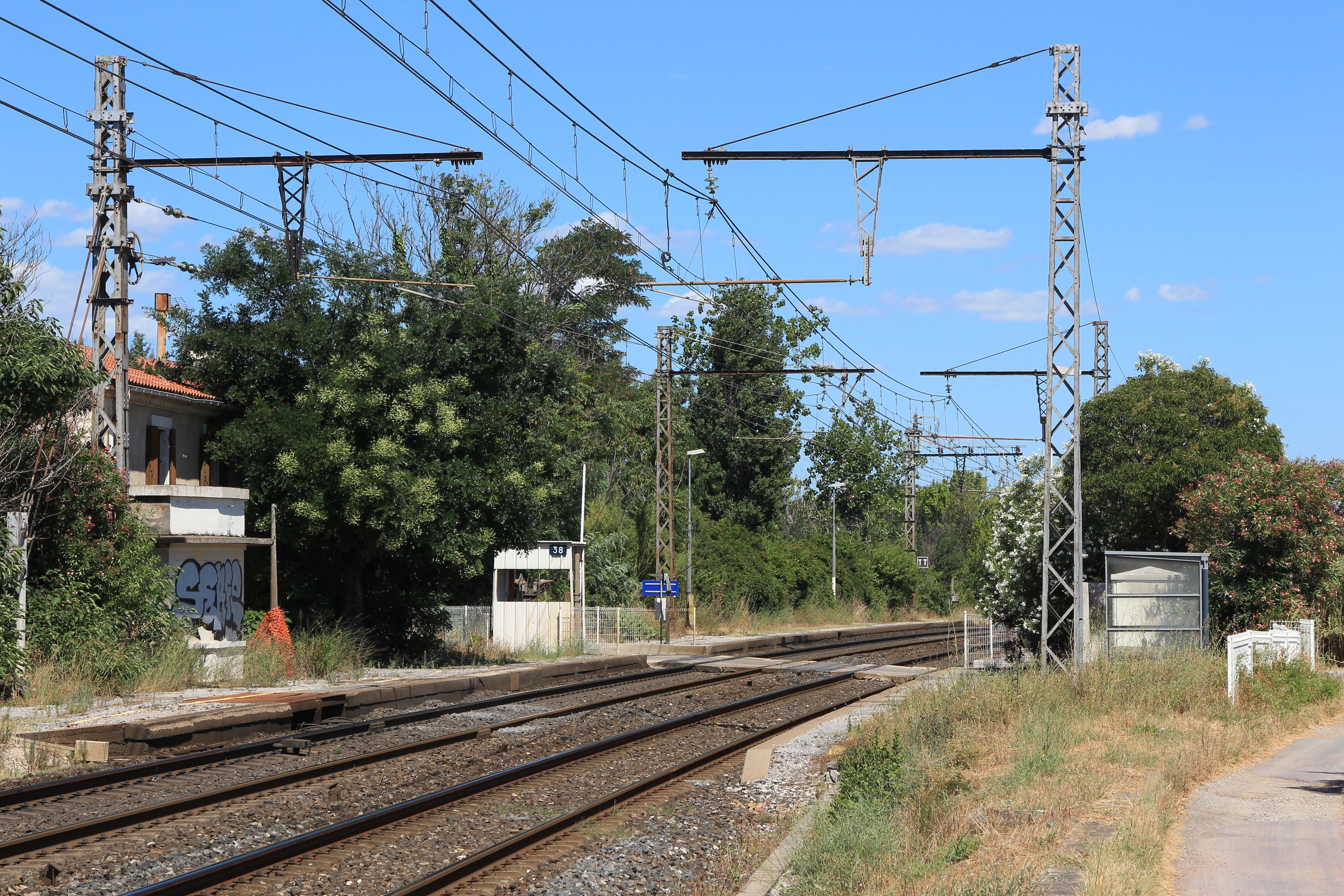
Stillgelegter Bahnhof Les Mazes-Le Crès an der Bahnstrecke Tarascon–Sète-Ville

Der südliche Teil der Gemeinde wird von der Departementsstraße D 613, deren nördlicher Bereich von der D 65 durchquert. Die nächsten Autobahn-Anschlussstellen sind Vendargues an der A 9 und Montpellier-Est an der A 709.
Seit 2006 ist Le Crès durch eine Straßenbahn (Linie 2) mit Montpellier verbunden, deren Haltestelle Via Domitia die Gemeindegrenze im Westen tangiert. Der 1848 an der Bahnstrecke Tarascon–Sète-Ville eröffnete Bahnhof Les Mazes-Le Crès wurde am 11. Dezember 2011 geschlossen. 
Wenige Kilometer südlich der Gemeinde liegt der Flughafen Montpellier (Aéroport International de Montpellier Méditerranée).

## Städtepartnerschaften
Seit 1973 pflegt Le Crès eine Partnerschaft mit der oberbayerischen Stadt Unterschleißheim. Eine weitere Partnerschaft besteht mit der toskanischen Gemeinde Monteroni d’Arbia.